# 1-й Венеційський кінофестиваль
1-й щорічний Венеціанський міжнародний кінофестиваль проходив з 6 по 21 серпня 1932 року. «Доктор Джекіл і містер Гайд» став першим фільмом, який показали на фестивалі. Офіційних призів не присуджували, тому для визначення переможців було проведено глядацьке голосування.

## Нагороди
- Найкращий актор: Фредрік Марч («Доктор Джекіл і містер Гайд»)
- Найкраща акторка: Гелен Гейс («Гріх Мадлон Клоде»)
- Найпереконливіший режисер: Микола Екк («Путівка в життя»)
- Найкраща технічна досконалість: Леонтина Саґан («Дівчата в уніформі»)
- Найоригінальніша історія (фентезі): Рубен Мамулян («Доктор Джекіл і містер Гайд»)
- Найвеселіший фільм: Рене Клер («Свободу нам!»)
- Найзворушливіший фільм: Едґар Селвін («Гріх Мадлон Клоде»)